# 卡贝斯塔尼
卡贝斯塔尼（法語：Cabestany，法語發音：[kabɛstani] ⓘ）是法国东比利牛斯省的一个市镇，属于佩皮尼昂区。

## 地理
卡贝斯塔尼（42°40'50"N, 2°56'34"E）面积10.42 平方千米，位于法国奧克西塔尼大區东比利牛斯省，该省份为法国大陆部分最南部的省份，涵盖了北加泰罗尼亚，北起奥德省，西接阿列日省和安道尔，南与西班牙接壤，东临地中海。
与卡贝斯塔尼接壤的市镇（或旧市镇、城区）包括：佩皮尼昂、鲁西永地区卡内、圣纳泽尔、萨莱耶。
卡贝斯塔尼的时区为UTC+01:00、UTC+02:00（夏令时）。

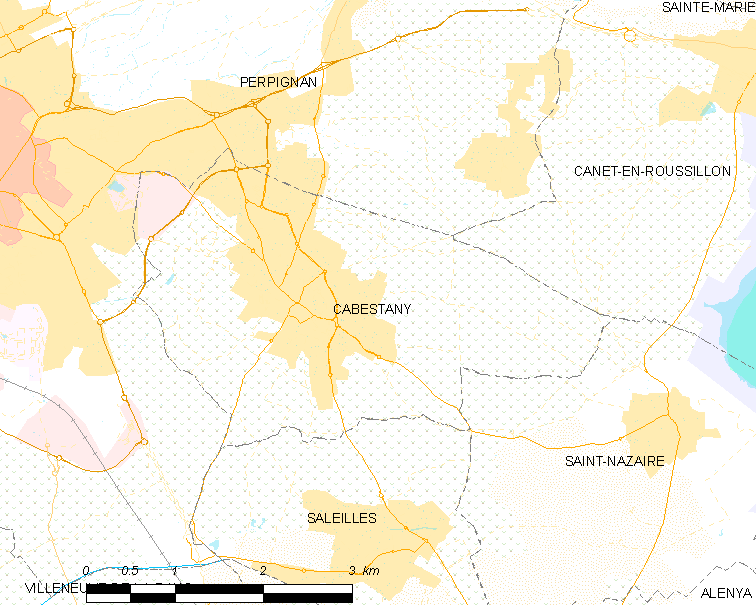
卡贝斯塔尼的OSM定位图

## 行政
卡贝斯塔尼的邮政编码为66330，INSEE市镇编码为66028。

## 政治
卡贝斯塔尼所属的省级选区为佩皮尼昂第三县。

## 人口

1962-2008年间卡贝斯塔尼人口变化图示

卡贝斯塔尼于2022年1月1日时的人口数量为10414人。